# 한진희 (1988년)
한진희(1988년 3월 9일~)는 대한민국의 배우이자 연극인이다.

## 학력
- 서울예술대학교 연기과

## 출연작

### 영화
- 《디스 아메리카노》 (2021년) - 연우 역
- 《지구멸망 10분 전, 마지막 소원》 (2020년)
- 《검객》 (2020년) - 내금위 역
- 《아내를 죽였다》 (2019년) - 경찰 4 역
- 《지금 만나러 갑니다》 (2018년) - 스쿠프 남 역
- 《흥부》 (2018년) - 도령청중 역
- 《군함도》 (2017년) - 조선인 징용자 역
- 《거짓말》 (2015년) - 성훈 역

### 드라마
《사계의 봄》 (2025년, SBS) - 윤승수 역
《백설공주에게 죽음을》 (2024년, MBC) - 황세진 역
- 《마에스트라》 (2023년, tvN) - 강인한 역
- 《복수해라》 (2020년, TV조선) - 형사 역
- 《18 어게인》 (2020년, JTBC) - 보도국 아나운서 역
- 《우아한 친구들》 (2020년, JTBC) - 조감독 역
- 《VIP》 (2019년, SBS) - 한대리 역
- 《달리는 조사관》 (2019년, OCN) - 한광호 역
- 《땐뽀걸즈》 (2018년, KBS2) - 동네 오빠 역
- 《투깝스》 (2017년, MBC)

### 뮤지컬
- 《루나틱》

### 연극
- 《삼》
- 《프로젝트 프랑켄슈타인》
- 《12인의 고상한 사람들》
- 《가족》
- 《나는, 바람》

### 뮤직비디오
- 비투비 - 기도
- 와인루프 - 여름밤 미소